# David Wear
David Earl Wear jr. (Long Beach, 21 settembre 1990) è un ex cestista statunitense, fratello gemello di Travis Wear.

## Palmarès
- All-NBDL All-Rookie Third Team (2015)